# Croix de Gosforth
La croix de Gosforth est une haute croix anglo-saxonne en pierre située dans le cimetière de l'église Sainte Marie à Gosforth, dans le comté anglais de Cumbria. Faisant initialement partie du royaume de Northumbrie, la région a été colonisée par les vikings au IXe siècle ou au Xe siècle. La croix est datée de la première moitié du Xe siècle.

## Description
La croix de Gosforth présente des gravures élaborées qui semblent représenter des personnages et scènes de la mythologie nordique. Ceux-ci ont initialement été identifiés en 1888 par deux antiquaires qui ont démontré que la croix représentait des scènes décrites de l'Edda Poétique. On y trouve notamment :
- Loki enchaîné avec sa femme Sigyn qui le protège.
- Le dieu Heimdall tenant sa corne.
- Le dieu Vidar déchirant la mâchoire de Fenrir.
- La partie de pêche de Thor lorsqu'il a failli attraper Jörmungandr, le serpent de Midgard.

La croix possède également un symbolisme chrétien, comme la crucifixion du Christ. Ces représentations païennes et chrétiennes sur une même croix pourraient démontrer l'utilisation de mythes païens pour illustrer des concepts chrétiens.
La croix mesure 4,4 mètres de hauteur et est faite en grès rouge. Elle daterait d'entre 920 et 950, et est toujours en bon état. L'église possède également d'importantes tombes vikings et ce qui semble être un fragment d'une autre croix représentant Thor péchant.

## Galerie d'images
Les images suivantes sont des photographies publiées par Finnur Jónsson dans Goðafræði Norðmanna og Íslendinga eftir heimildum (1913). Les identifications des représentations sont celles proposées par Jónsson en 1913.

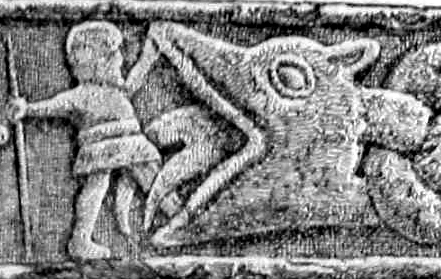
Vidar combat Fenrir au Ragnarök.
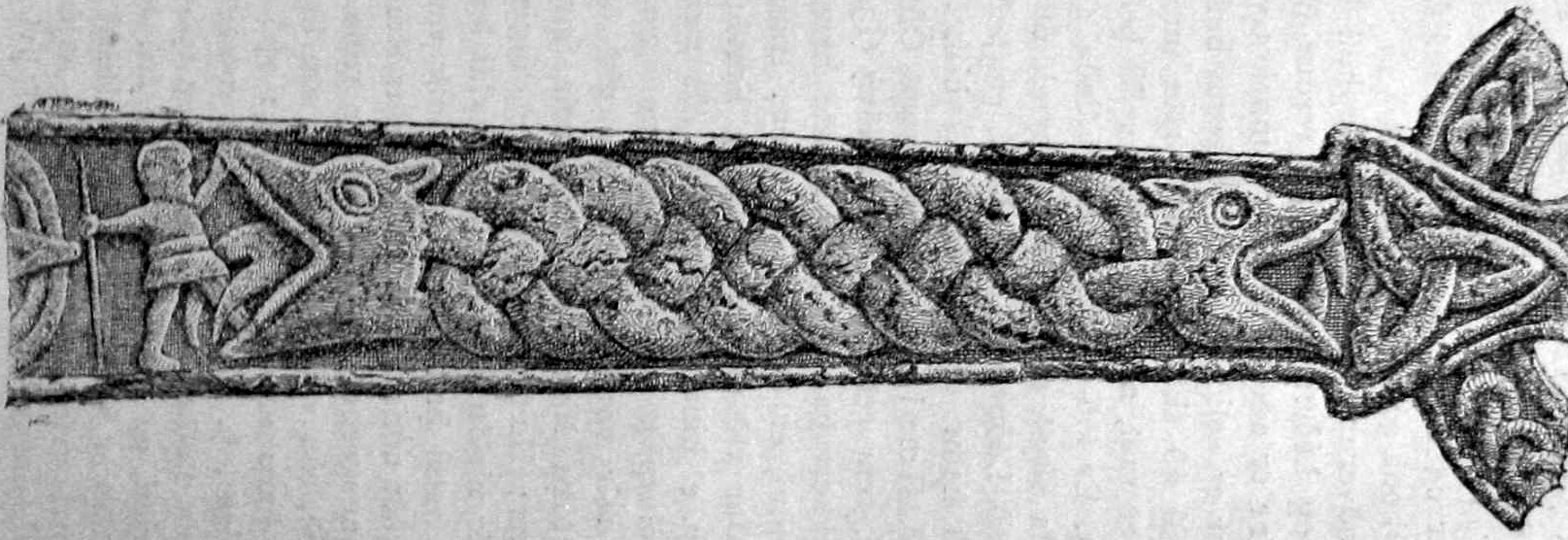
La partie de la face de la croix représentant Vidar.
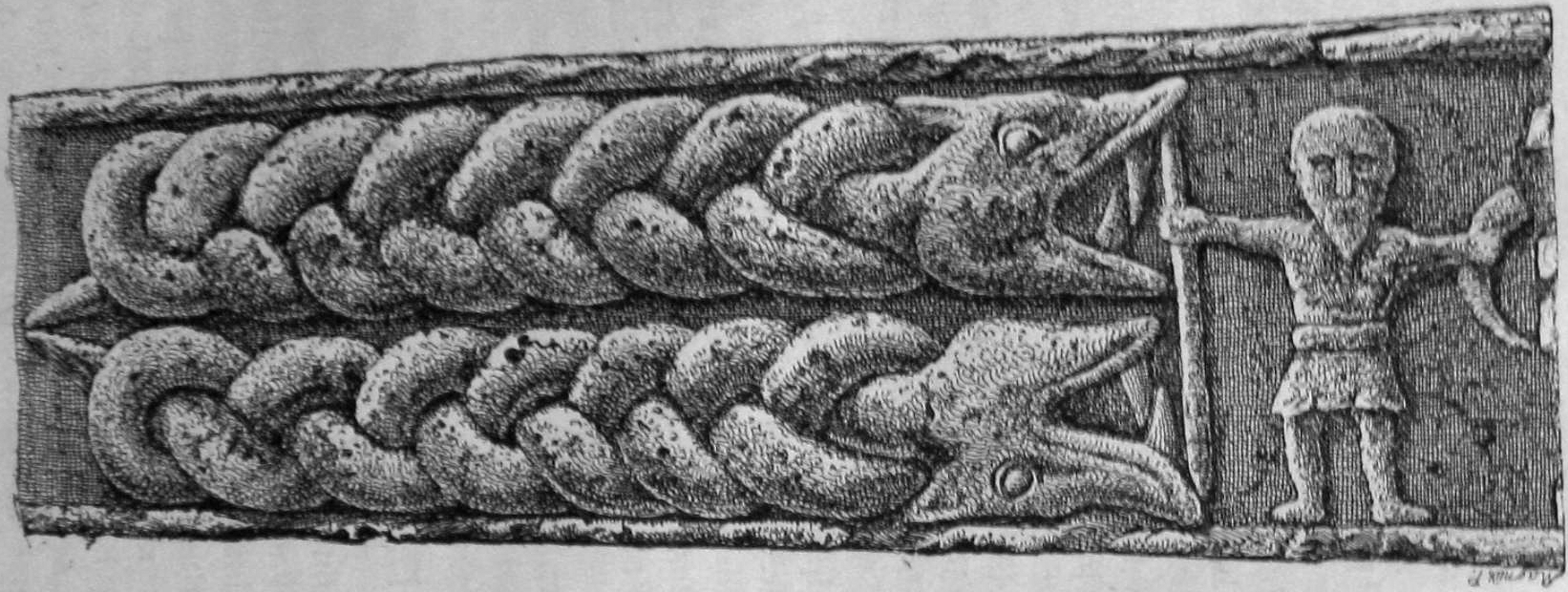
Fenrir et Heimdall.
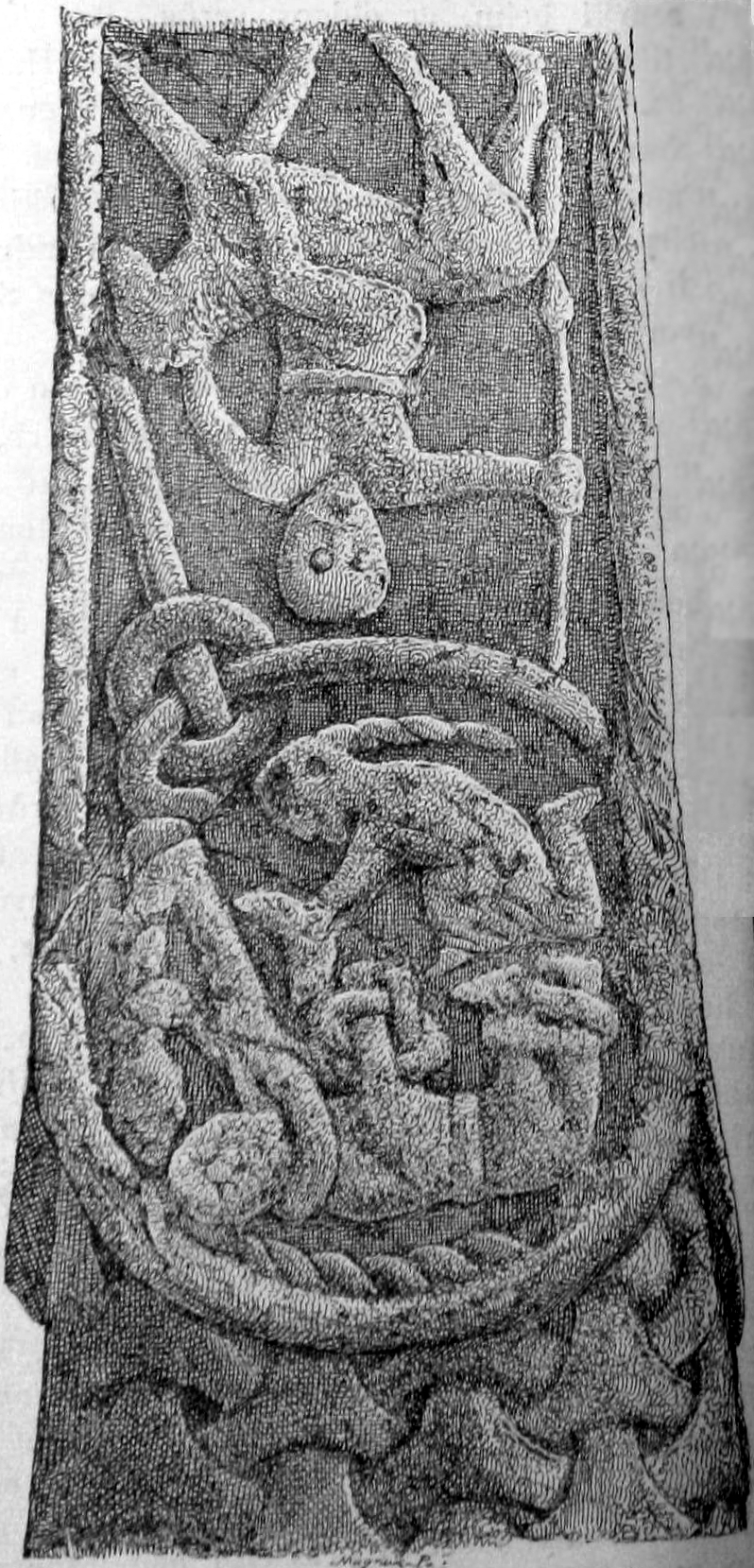
Loki enchaîné, avec Sigyn.
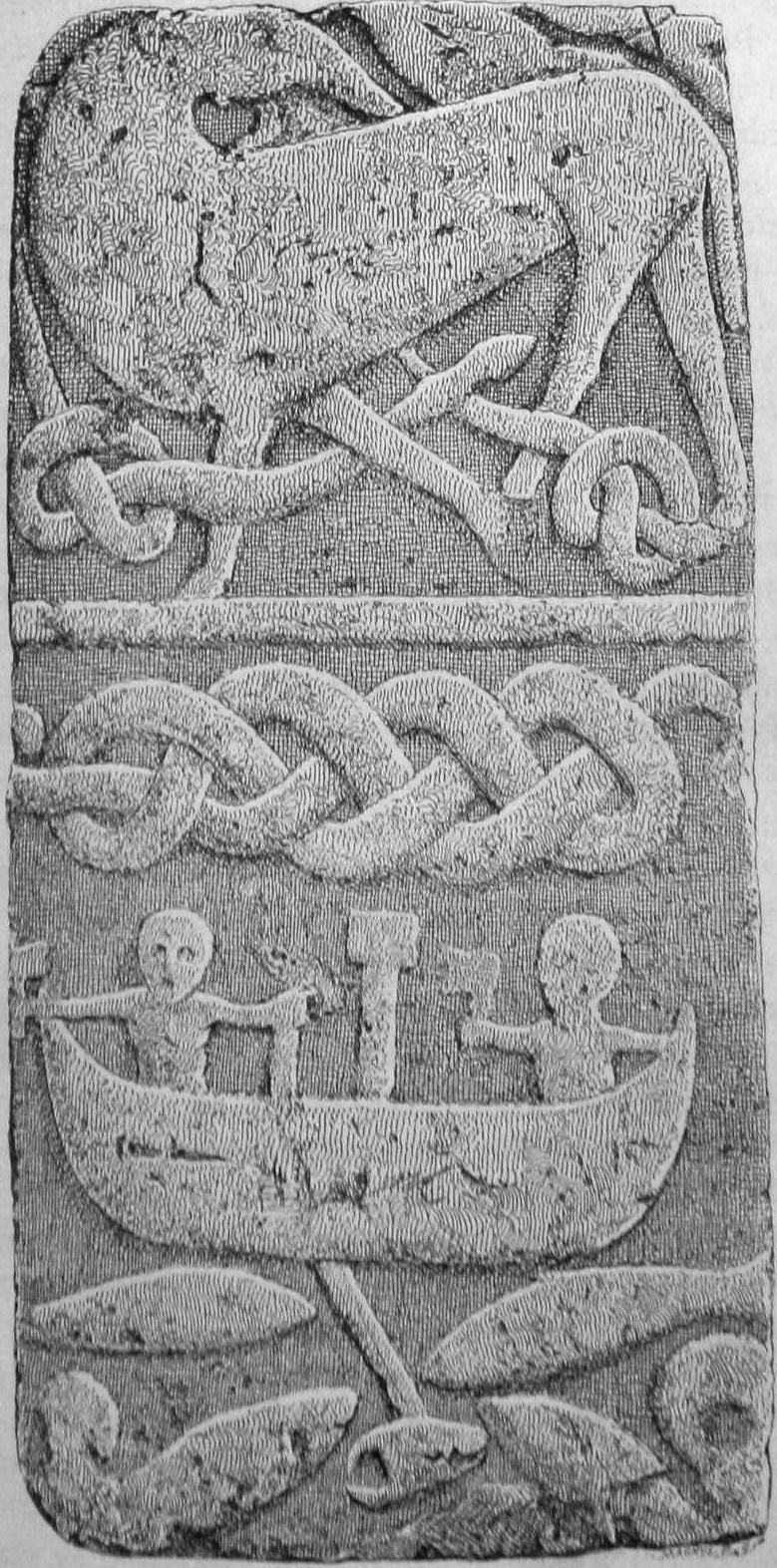
Un panneau en pierre, sans doute partie d'une seconde croix, représentant Thor qui pèche.